# Waterline (videogioco)
Waterline (lett. "linea di galleggiamento") è un videogioco a piattaforme con approccio strategico pubblicato nel 1984 per Commodore 64 dall'editrice californiana Tronix. Il protagonista è un marinaio che deve recuperare passeggeri e lingotti d'oro da una nave che sta affondando.
Fu presentato sulla stampa statunitense di solito insieme ad altri tre giochi per Commodore 64 della Tronix, Suicide Strike, Motocross e Slalom; oltre alle edizioni su floppy se ne prevedevano inizialmente ulteriori su cartuccia, ma queste ultime non risultano mai prodotte.
Waterline è l'ultimo titolo pubblicato dall'azienda, che poi rimase attiva per un paio d'anni solo nel ramo della distribuzione.

## Modalità di gioco
Il giocatore controlla il marinaio all'interno della nave, un ambiente a scorrimento orizzontale con piattaforme su tre piani collegate da varie scale verticali. Il marinaio può camminare in orizzontale, salire le scale, e saltare giù dai bordi delle piattaforme senza farsi male. Quando inizia a camminare i primi passi sono lenti, poi accelera.
Sparsi per lo scenario si trovano lingotti d'oro e passeggeri dispersi che si devono raggiungere. I passeggeri vagano casualmente a gruppi di uno, due o tre, e non sono in grado di mettersi in salvo autonomamente. Il marinaio può raccogliere fino a tre lingotti alla volta e prendere sotto la propria guida un gruppo di passeggeri alla volta. I passeggeri guidati lo seguono ovunque (tranne saltare giù da piattaforme), ma quando ha con sé dei passeggeri cammina sempre lentamente. Volendo può separarsene e in tal caso tornano a vagare.
L'obiettivo è portare più lingotti e passeggeri possibile in salvo, uscendo sul ponte della nave attraverso le scale più in alto. Il ponte è visualizzato in una schermata fissa separata; qui si riceve punteggio per ogni elemento portato in salvo, con bonus aggiuntivi per ogni passeggero che può portare via un lingotto (ovvero, si fanno più punti se si salva ogni lingotto prima o contemporaneamente a un passeggero; se si salvano prima i passeggeri si rischiano meno le loro vite, ma si fanno meno punti).
Nel frattempo la nave si allaga e il livello dell'acqua sottocoperta sale lentamente. Tra le piattaforme ci sono alcune paratie che fanno sì che solo alcune zone si allaghino. Una paratia si apre quando il marinaio la attraversa oppure quando il livello dell'acqua da un lato è molto alto e non riesce più a reggerlo. A quel punto l'acqua invade anche l'altro lato, ma così facendo si ridistribuisce e cala di livello. Il marinaio può richiudere una paratia, tranne quando capita che si bloccano.
Il marinaio non può nuotare, ma può camminare nell'acqua, anche completamente sott'acqua, muovendosi normalmente come quando è all'asciutto. Sott'acqua però può resistere per un tempo limitato; se esaurisce la riserva d'aria è game over. Anche i passeggeri se si ritrovano completamente sommersi continuano a vagare e dopo un po' di tempo muoiono.
Nello scenario è presente una caldaia che il marinaio può andare ad accendere e alimentare, e che dovrebbe azionare le pompe che rallentano in generale l'allagamento. Tuttavia se la alimenta troppo e l'indicatore della temperatura raggiunge il massimo la caldaia esplode ed è game over.
Ci sono quattro livelli di difficoltà selezionabili a inizio partita.